# Бощук, Владимир Николаевич
Владимир Николаевич Бощук (укр. Володимир Миколайович Бощук, род. 3 августа 1982 года, Верховина, Ивано-Франковская область) — известный украинский прыгун с трамплина, участник двух Олимпийских игр.
В Кубке мира в Бощук дебютировал в январе 2006 года, в ноябре 2008 года единственный раз попал в десятку лучших на этапе Кубка мира, в командных соревнованиях. Кроме этого на сегодняшний момент имеет 3 попадания в тридцатку на этапах Кубка мира, 1 в командных соревнованиях и 2 в личных дисциплинах. Лучшим результатом Бощука в итоговом общем зачёте Кубка мира является 76-е место в сезоне 2008—2009.
На Олимпиаде-2006 в Турине стартовал в двух дисциплинах: нормальный трамплин 47-е место в квалификации, большой трамплин 51-е место в квалификации.
На Олимпиаде-2010 в Ванкувере показал следующие результаты: нормальный трамплин 50-е место, большой трамплин 47-е место в квалификации.
За свою карьеру участвовал в пяти чемпионатах мира, лучший результат 13-е места в командных соревнованиях на чемпионате мира — 2003 и чемпионате мира — 2007, в личных соревнованиях не поднимался выше 28-го места.
Использует лыжи производства фирмы Elan.